# When the Desert Calls
When the Desert Calls è un film muto del 1922 diretto da Ray C. Smallwood. L'adattamento di Georgette Duchesne e Peter Milne si basa sull'omonimo racconto breve di Donald McGibney pubblicato su Ladies Home Journal nel maggio 1920. Melodramma di ambientazione esotica, il film aveva come interpreti Violet Heming, Robert Frazer, Sheldon Lewis, Huntley Gordon, J. Barney Sherry, David Wall, Julia Swayne Gordon. Prodotto dalla Pyramid Pictures, è un film perduto.

## Trama
Eldred Caldwell, un cassiere di banca inglese, e sua moglie Louise vivono felici in Africa, ai margini del deserto. Un giorno, però, appare alla loro porta Richard Manners, un uomo che discredita Eldred con le sue informazioni. Il cassiere, disperato, sparisce e tutti credono che si sia suicidato. Louise fugge nel deserto, dove Manners la insegue. La donna trova rifugio presso la vedova di uno sceicco che la nasconde al suo inseguitore. Gli anni passano e, alla fine della guerra, l'Inghilterra cerca, per premiarlo per il coraggio dimostrato durante il conflitto, lo sceicco El-Din. Durante la cerimonia, mentre riceve la decorazione, l'uomo sviene e, mentre si sta riprendendo, vede un'infermiera. Lo sceicco, che è in realtà Eldred Caldwell, riconosce nella donna sua moglie Louise. Lei, che era in procinto di sposare un medico, si riunisce finalmente al marito che credeva morto.

## Produzione
Il film fu prodotto dalla Pyramid Pictures.

## Distribuzione
Il copyright del film, richiesto dalla Pyramid Pictures, fu registrato il 25 novembre 1922 con il numero LP18628.
Distribuito dalla American Releasing Co., il film uscì nelle sale statunitensi l'8 ottobre 1922.
Non si conoscono copie ancora esistenti della pellicola che viene considerata presumibilmente perduta.